# Tibouchina ornata
Tibouchina ornata là một loài thực vật có hoa trong họ Mua. Loài này được (Sw.) Baill. miêu tả khoa học đầu tiên năm 1877.